# موتور پیرمحمد برهان زهی
موتور پیرمحمد برهان زهی یک منطقهٔ مسکونی در ایران است که در دهستان حومه (ایرانشهر) واقع شده‌است.